# Морено Суньига, Луис
Луи́с Йоа́н Море́но Су́ньига (исп. Luis Johan Moreno Zuñiga; род. 28 февраля 2005, Гуаякиль) — эквадорский футболист, защитник клуба «Универсидад Католика Кито».

## Клубная карьера
Морено — воспитанник клуба «Универсидад Католика Кито». 11 ноября 2023 года в матче против Кумбая он дебютировал в эквадорской Примере. 26 октября 2024 года в поединке против «Эмелека» Луис забил свой первый гол за «Универсидад Католика Кито».

## Международная карьера
В 2025 году в составе молодёжной сборной Эквадора Морено принял участие в молодёжном чемпионате Южной Америки в Венесуэле. На турнире он сыграл в матчах против команд Боливии, Колумбии и Аргентины.